# إيفانا لوفريتش
إيفانا لوفريتش (بالكرواتية: Ivana Lovrić) مواليد 1 سبتمبر 1984، هي لاعبة كرة يد كرواتية. مثلت منتخب كرواتيا لكرة اليد للسيدات. شاركت في دورة الألعاب الأولمبية الصيفية سنة 2012.

## سجل المنافسة
شاركت في البطولات التالية:
- الألعاب الأولمبية الصيفية 2012
- بطولة العالم لكرة اليد للسيدات 2011
- بطولة أوروبا لكرة اليد للسيدات 2012

## روابط خارجية
- إيفانا لوفريتش على موقع الاتحاد الأوروبي لكرة اليد (الإنجليزية)
- إيفانا لوفريتش على موقع أوليمبيديا (الإنجليزية)